# Соколенко, Валерий Васильевич
Вале́рий Васи́льевич Соколенко (укр. Валерій Васильович Соколенко; 21 июня 1982, Чернигов, УССР, СССР) — украинский футболист, защитник.

## Биография
Воспитанник черниговского и киевского футбола. Выступал за «Систему-Борекс» (Бородянка), бориспольский «Борисфен» и «Энергетик» (Бурштын). В сезоне 2006/07 защищал цвета польского клуба «Гурник» (Ленчна). В 2007 году играл за черниговскую «Десну», сыграл 3 игры и забил 1 гол в ворота ЦСКА (Киев), 27 декабря 2007 года покинул клуб. В январе 2008 года перешёл в «Полонию» (Бытом).
19 июня 2009 года перешёл в немецкий клуб «Энерги» из Котбуса. Подписал контракт с «Энерги» до 2011 года. Валерий получил в новой команде футболку с номером 3.
13 февраля 2011 года подписал контракт с одесским «Черноморцем», соглашение рассчитано на 2,5 года. В декабре 2011 года расторг контракт с «Черноморцем». С 2012 года играет за корюковский «Авангард», выступающий в чемпионате Черниговской области.